# Tom Söderberg
Tom Gunnar Söderberg (Norrköping, 25 agosto 1987) è un ex calciatore svedese, di ruolo difensore.
Si è ritirato nel luglio 2017 a soli 29 anni per via dei problemi a un ginocchio.